# Kalininskij (rejon nagajbacki)
Kalininskij (ros. Калининский) – osiedle w Rosji, w obwodzie czelabińskim, w rejonie nagajbackim. W 2010 liczyło 184 mieszkańców.